# ليديا إيشفاريا
ليديا إيشفاريا (بالإنجليزية: Lydia Echevarría)‏ هي ممثلة أمريكية، ولدت في 14 أكتوبر 1931.

## وصلات خارجية
- ليديا إيشفاريا على موقع IMDb (الإنجليزية)
- ليديا إيشفاريا على موقع قاعدة بيانات الفيلم (الإنجليزية)